# Gelsemium elegans
Espèce
Gelsemium elegans est une espèce de plantes dicotylédones de la famille des Gelsemiaceae, originaire d'Asie. Ce sont des plantes grimpantes ligneuses, pouvant atteindre plus de 12 mètres de haut, aux feuilles opposées, et aux fleurs, groupées en thyrses denses, à corolle en forme d'entonnoir de couleur jaune à orange, et aux fruits en capsules contenant des graines ailées.
La plante contient de nombreux alcaloïdes indolo-monoterpéniques, notamment gelsémicine, gelsénicine, gelsémine et koumine. Cette espèce est utilisée en médecine traditionnelle chinoise contre les rhumatismes par voie externe, mais est létale à partir de doses de 2 à 3 grammes en cas d'ingestion.

## Affaires criminelles
Des feuilles émiettées de cette plante, ajoutées subrepticement à de la nourriture, ont été utilisées en 2011 pour empoisonner Long Liyuan, magnat chinois de l'industrie du bois, et peut-être en 2012 pour empoisonner Alexander Perepilichny, financier russe qui coopérait dans une enquête pour fraude à Londres, bien que le rôle joué par cette plante dans sa mort ait été contesté,,.

## Suicides
Au Viêt Nam, Gelsemium elegans, connue localement sous le nom de lá ngón, est considérée comme la plante la plus toxique du pays, dont l'ingestion de 3 feuilles suffit pour tuer un homme en bonne santé en moins d'une heure. Dans la  province de Điện Biên, cette plante est impliquée dans la moitié des suicides (environ 185 cas survenus entre 2011 et 2016). Ce type de suicide affecte particulièrement les minorités ethniques de la région, et de manière disproportionnée les Môngs. Ce phénomène s'expliquerait par divers facteurs : pauvreté, faible niveau d’instruction et insuffisante estime de soi.

## Synonymes
Selon The Plant List (30 décembre 2019) :
- Gelsemium sumatranum (Blume) Boerl.
- Leptopteris sumatrana Blume
- Medicia elegans Gardner & Champ.